# Maytenus acanthophylla
Maytenus acanthophylla är en benvedsväxtart som beskrevs av Reiss. Maytenus acanthophylla ingår i släktet Maytenus och familjen Celastraceae. Inga underarter finns listade.